# Suzuki GN 125
Suzuki GN 125 je motocykl firmy Suzuki třídy do 125 cm³, vyráběný v letech 1994–2001.

## Popis
Je vybaven čtyřdobým vzduchem chlazeným jednoválcem o objemu 124 cm³. Potěší hlavně nízkými provozními náklady. Je vhodný hlavně pro městský a příměstský provoz.

## Technické parametry
- Rám: trubkový ocelový
- Suchá hmotnost: 100 kg
- Pohotovostní hmotnost: 112 kg
- Spotřeba paliva: 3,2 l/100 km
- Maximální rychlost: 100 km/hod.